# Kopf des Nefertem

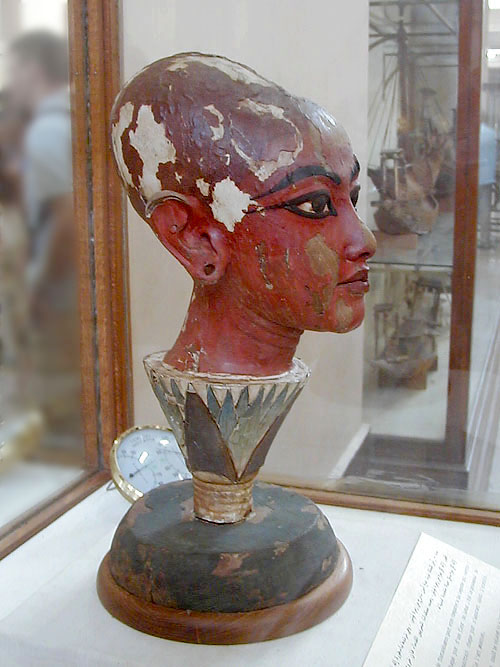
Tutanchamun als Nefertem auf einer blauen Lotosblüte, Ägyptisches Museum (Kairo)

Der Kopf des Nefertem, auch als Kopf auf der Lotosblüte oder Tutanchamun als Sonnengott bezeichnet, stammt aus dem Grab des Tutanchamun (KV62) im Tal der Könige in West-Theben, das im November 1922 von Howard Carter entdeckt wurde. Die Büste zeigt den König (Pharao) als Kind und datiert in die Zeit der 18. Dynastie (Neues Reich). Das Objekt mit der Fundnummer 008 befindet sich heute als Exponat mit der Inventarnummer JE 60723 im Ägyptischen Museum in Kairo.

## Fundgeschichte
Die Fundgeschichte des Kopfes des Nefertem ist kontrovers, da Howard Carter das Stück nicht in seinem Grabungstagebuch dokumentiert hat.
Gefunden wurde der Kopf des Nefertem im März 1924 von Pierre Lacau und Rex Engelbach bei einer Inventur von KV4, dem Grab Ramses XI., das als Lager benutzt wurde. Die Büste befand sich in einer Rotweinkiste zwischen Vorräten. Zu diesem Zeitpunkt war Howard Carter nach dem Streik und der Schließung des Grabes und dem Entzug beziehungsweise der Annullierung der Grabungslizenz von Lord Carnarvons Witwe, Lady Almina, nicht in Ägypten und bereitete sich auf seine Vorlesungsreihe in den USA vor. Die Herkunft des „Lotoskopfes“ war zu diesem Zeitpunkt unklar. Carter gab später an, den Kopf im Eingangskorridor von KV62 im Schutt gefunden zu haben. In seiner ersten Grabungssaison ist der Kopf nicht vermerkt. Howard Carter notierte zur Räumung des Eingangskorridors lediglich Funde von teilweise zerbrochenen oder vollständig erhaltenen Alabastergefäßen oder Vasen aus bemaltem Ton. Auch eine Dokumentation durch Fotos des Kopfes wie bei anderen Fundstücken wird in seinem Grabungstagebuch nicht erwähnt. Dieser Sachverhalt führte nicht nur zu weiteren Unstimmigkeiten mit der ägyptischen Altertümerverwaltung, sondern auch zu dem zum Teil bis heute andauernden Verdacht, Howard Carter habe versucht, das Fundstück zu „unterschlagen“. Auch in seinem ersten Band zum Grab des Tutanchamun erwähnte Howard Carter den Kopf nicht, dafür jedoch ausführlich die in den Schuttschichten des Korridors und der Treppe gefundenen Gegenstände, wie beispielsweise einen Skarabäus mit der Namenskartusche Thutmosis III. Die Veröffentlichung erfolgte fast ein halbes Jahr nach der Auffindung der Büste durch Pierre Lacau und Mitglieder der Kommission der Antikenverwaltung.
Herbert E. Winlock schickte am 2. April 1924 ein Telegramm an Carter und bat um Klärung zum Sachverhalt, da dies ein schlechtes Licht auf Carter werfe. Winlock gab in Ägypten in Abwesenheit Carters hilfsweise die Auskunft, der Kopf sei 1923 für Lord Carnarvon als „Echnaton“ erstanden worden. Die Antwort von Carter war, dass alles, was in KV4 gelagert wurde, im Eingangskorridor, vor Öffnung der Vorkammer, gefunden worden und bisher unter einer Gruppennummer, nicht aber als Einzelstück im Verzeichnis aufgeführt war. Zumal zu diesem Zeitpunkt das spätere in KV15 eingerichtete Labor und weitere Lager noch nicht zur Verfügung gestanden hatte. Es folgte ein reger Austausch an Telegrammen und in einem äußerte Howard Carter seinen Unmut über die Vorgehensweise der Mitarbeiter der Antikenverwaltung, den Kopf nach Kairo zu bringen, da sich dieser in einem schlechten Zustand befand. Er und Arthur Callender hätten mühevoll die abgefallenen kleinen Fragmente der Bemalung aufgesammelt, gesäubert und sorgfältig in einer kleinen Kiste verstaut, um sie für spätere Arbeiten der Büste aufzubewahren. Seine Besorgnis galt vor allem den Fragmenten und ob diese beim Transport ebenso sorgsam behandelt worden waren, um den Kopf zu restaurieren.

## Das Porträt
Der zum Teil beschädigte Kopf des Nefertem ist aus Holz gearbeitet und misst eine Höhe von 30 cm. Der Stucküberzug ist braun bemalt. Die Augenbrauen, die für das Alte Ägypten typisch mit Kajal umrandeten Augen und die Pupillen der Büste wurden hingegen mit dunkelblauer Farbe hervorgehoben. Der Kopf des Königs ist kahl geschoren, jedoch sind Haarstoppeln erkennbar dargestellt. Das Porträt hat die Gesichtszüge Tutanchamuns, mit gerader Nase und geschwungenen Lippen. Die Ohrläppchen Tutanchamuns sind, wie bei der goldenen Totenmaske, durchstochen. I. E. S. Edwards vermutet, dass der Kopf Teil einer Skulptur gewesen sein könnte.
Innerhalb aller bisherigen Fundstücke um Tutanchamun stellt diese Büste die einzige Abbildung von ihm als Kind dar.

## Erhaltungszustand
Zahi Hawass beschrieb den Kopf des Nefertem als gutes Beispiel für die Arbeit der Konservatoren im Ägyptischen Museum. Die Büste war als eines der Original-Objekte auf internationalen Ausstellungen zu sehen gewesen, darunter auf der Wanderausstellung von 1980 bis 1981 in fünf Städten in Deutschland. Häufig werde die Besorgnis geäußert, dass gerade solche Ausstellungen zu Beschädigungen an Ausleihen führen könnten. Allerdings werde gerade solchen Ausstellungsstücken für Wanderausstellungen in der Erhaltung besondere Bedeutung beigemessen.

## Bedeutung

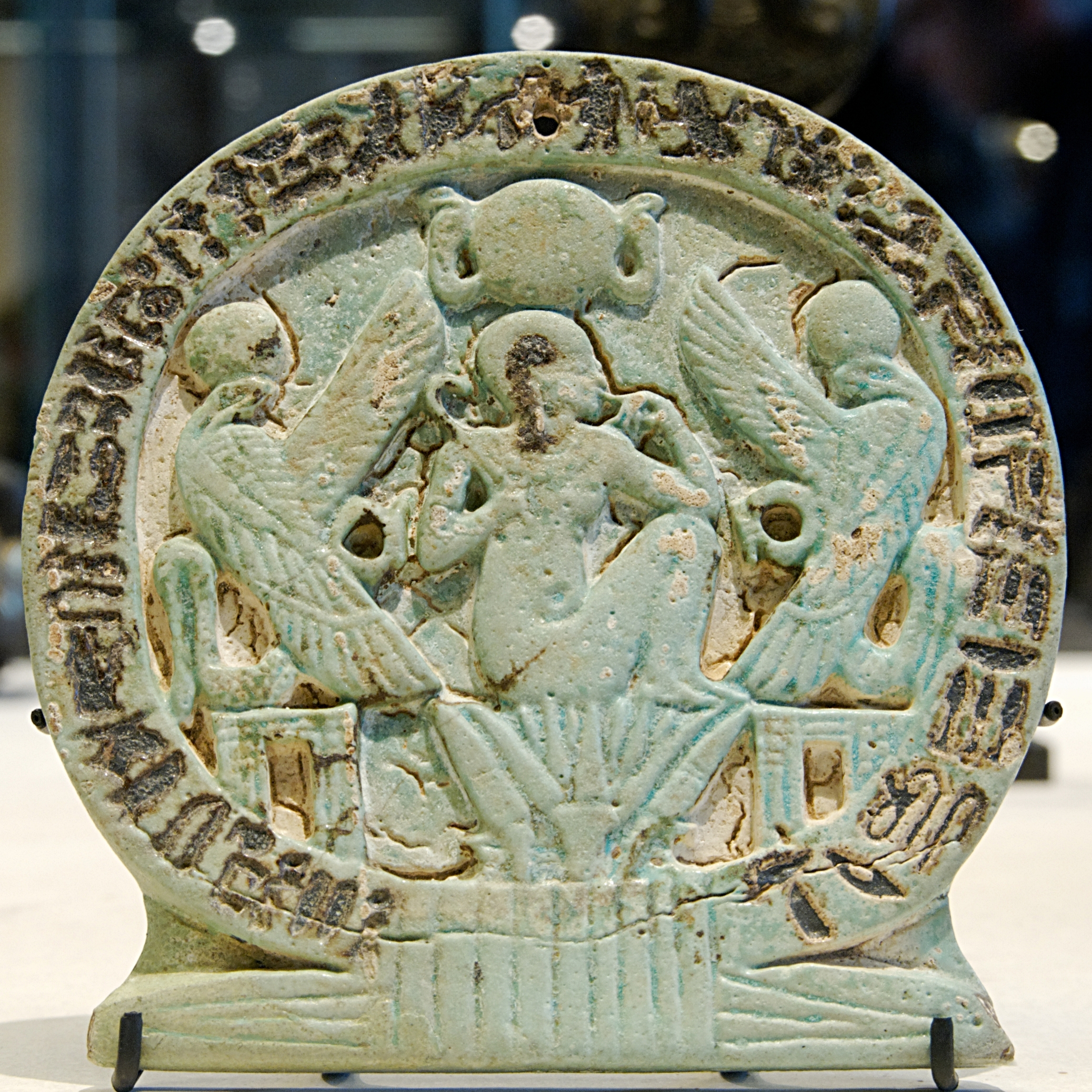
Talisman des Osorkon (Dritte Zwischenzeit) mit Nefertem, der aus dem Lotos emporsteigt (Louvre, E10943)

### Mythologie und Totenkult
Das Fundstück zeigt den Kopf eines Kindes, der einer blauen Lotosblüte entspringt. Der Blaue Lotos galt im alten Ägypten als heilige Pflanze. Der blau bemalte Sockel symbolisiert das Wasser. So stellt das Bildnis die Geburt des Königs aus der Lotosblume dar, so wie in der ägyptischen Mythologie der Sonnengott dem Lotos entsteigt, der sich aus den Fluten des Ur-Gewässers Nun erhebt. Andererseits ist die Lotosblüte, ebenso wie der Skarabäus, ein Zeichen der Wiedergeburt, Regeneration und Auferstehung. Diese Bedeutung des Lotos geht auf die Eigenschaft der Pflanze zurück, ihre Blüten bei Sonnenuntergang zu schließen, unter Wasser zu tauchen und bei Sonnenaufgang wieder aus dem Wasser emporzusteigen. Somit symbolisiert der Lotos, ebenso wie der Skarabäus, außerdem die Sonne.
Die Bedeutung von Regeneration und Auferstehung wird mit Bezug auf den Totenkult deutlich. In den Kapiteln 76 bis 88 des altägyptischen Totenbuches stehen Sprüche beziehungsweise Formeln, die es dem Verstorbenen ermöglichen sollten, verschiedene Gestalten anzunehmen, um im Jenseits zurechtzukommen. Gemäß den Sprüchen 81 A (kurze Fassung) und 81 B (längere Fassung) hingegen kann der Verstorbene die Gestalt einer Lotosblüte annehmen:

„Ich bin jene reine Lotosblüte, die hervorging aus dem Lichtglanz, die an der Nase des Re ist. Ich verbringe meine Zeit und messe sie zu dem Horus. Ich bin die reine (Blüte), die hervorging aus dem Feld.“

„O du Lotosblüte dieses Nefertem-Bildes! Ich bin ein Mensch und kenne doch diese Sprüche, ich kenne den Spruch derer, die mit diesen Göttern, den Herren des Totenreichs sind.“

Die Verwandlung des Toten mithilfe der beiden Sprüche war mit der Hoffnung verknüpft, mit den Regenerationskräften dieser Pflanze ausgestattet zu sein, um wiedergeboren zu werden.

### Nach Fundsituation
Thomas Hoving zufolge war es unwahrscheinlich, dass der „Lotoskopf“ im Gang oder auf der Treppe gefunden worden war, außer er wäre von den Grabräubern dort zurückgelassen worden, weil er für sie, im Vergleich zu Gold, kostbaren Ölen oder Salben, wertlos gewesen war und sie nur den goldenen Ohrschmuck der Büste entwendet hätten. Andererseits gingen Grabräuber wenig sorgsam vor, und die Ohren des Kopfes waren unbeschädigt, so dass keine Gewaltanwendung zur Entfernung erkennbar ist. Er führt weiter aus, dass es unwahrscheinlich ist, dass die Priester nach dem Grabraub das „Bildnis des Königs als Verkörperung des Sonnengottes“ keinesfalls achtlos mit Schutt überdeckt hätten. Zahi Hawass beurteilt die Fundsituation im Bezug auf die Grabräuber ähnlich. Allerdings gibt es keine Hinweise, dass die Büste jemals Ohrschmuck getragen hat, noch hatten sich in dem Eingangsbereich zur Vorkammer Hinweise darauf gefunden. Falls der Kopf jedoch tatsächlich durch Priester im Eingangskorridor platziert worden war, könnte dies, Hawass zufolge, eine Verbindung zur Wiedergeburt sein, da der König das Grab durch den östlichen Korridor verlassen und mit dem Aufgang der Sonne wieder geboren werden könne.

## In der ägyptischen Kunst

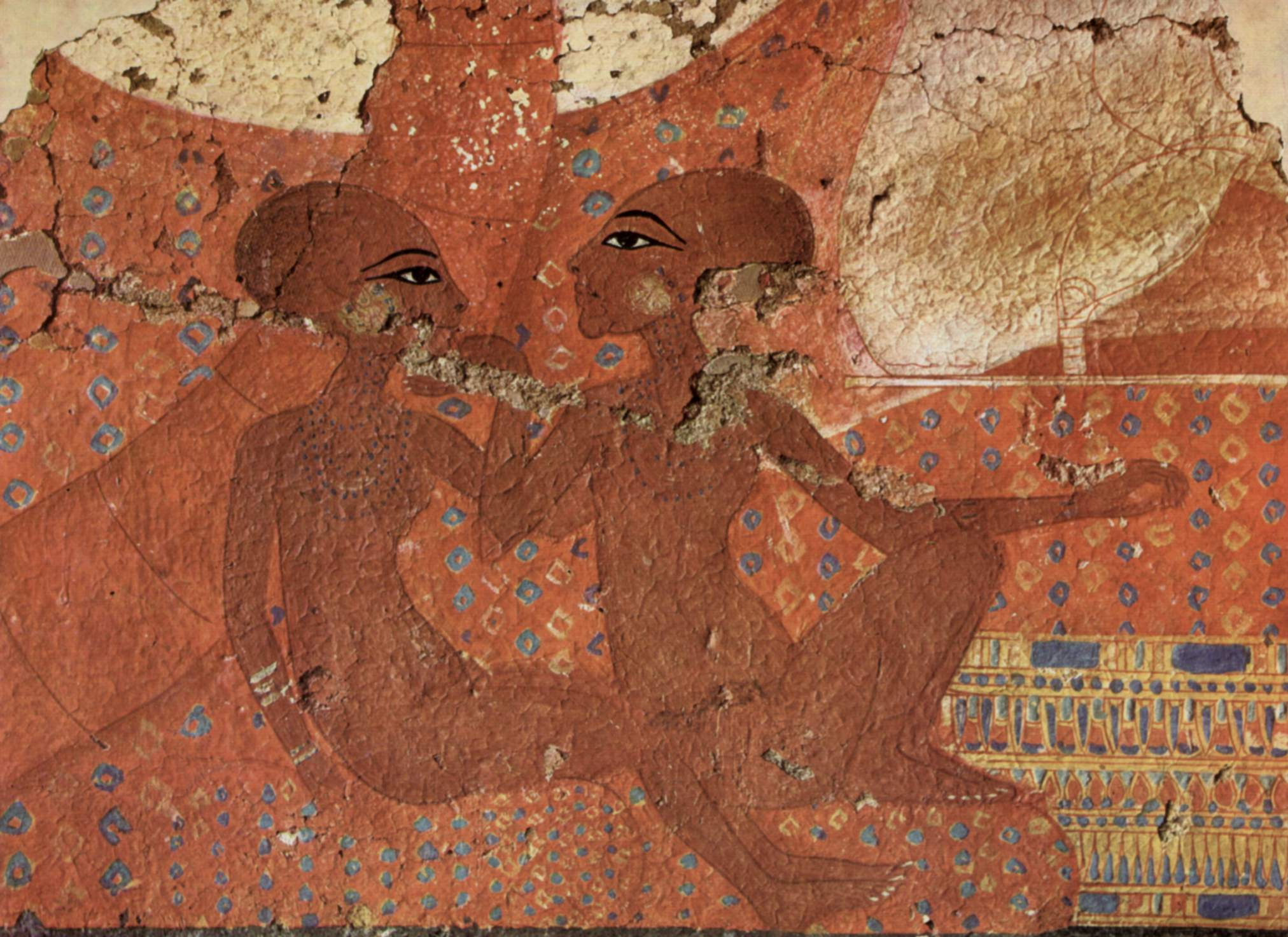
Zwei Töchter Echnatons, Wandmalerei aus Tell el-Amarna

Im Vergleich zu in Tell el-Amarna gefundenen Darstellungen der Töchter Echnatons und Nofretetes weist auch der Kopf des Nefertem den charakteristisch langgezogenen Hinterkopf und die für die Amarna-Kunst typischen Halsfalten auf. Dies lässt eine Zuordnung der Entstehung in die Amarna-Zeit zu. Das Bildnis des Königs als Kind zählt in der gesamten ägyptischen Kunst am Ende der 18. Dynastie zu den Schönsten. Der Kopf des Nefertem war als Ausstellungsstück in den weltweit ersten Sonderausstellungen ausgewählter Originalfundstücke aus dem Grabschatz des Tutanchamun zu sehen. So unter anderem auch bei der Tutanchamun-Ausstellung in den Jahren 1980–1981 in Köln.